# Statue-menhir de Fontbelle
La statue-menhir de Fontbelle est une statue-menhir appartenant au groupe rouergat découverte à Cambounès, dans le département du Tarn en France.

## Description
Elle a été découverte en 1960 par Adrien et Marcel Houles au cours d'un labour au lieu-dit Rupart sur une crête dominant la vallée de la Durenque. La statue a été gravée sur une dalle de granite d'origine locale cassée en deux parties mesurant 2,02 m de hauteur, d'une largeur maximum de 0,90 m et épaisse de 0,20 m. Les gravures sont très érodées mais encore visibles. Le seul caractère anthropomorphe représenté sont les jambes. C'est une statue masculine. Le personnage porte une ceinture avec une boucle ronde et un baudrier atypique. Ce dernier semble avoir été fusionné avec « l'objet  » dans sa partie centrale.